# Lerato Mvelase
Lerato Mvelase (Soweto, 7 de setembro de 1982) é uma atriz sul-africana. Em 2010, ela foi nomeada para um International Emmy Award como melhor atriz.

## Filmografia parcial
- A Vida, Acima de Tudo (2010)
- Umkhungo (2010)
- Home Affairs (2010) (TV)
- Unsung Hero (2012) (TV)
- Soul City (2014) (TV)
- The Hangman (2017)